# Готшалк от Хагенау
Готшалк от Хагенау (на немски: Gottschalk von Hagenau, Gottschalk von Freising, † 6 май 1005) от стария баварско-австрийски род на господарите на Хагенау, е епископ на епископството Фрайзинг от 994 до 1005 г.

## Произход и управление
Той е първият от своя род, споменат в документ. Готшалк от Хагенау е възпитаван заедно с по-късните епископи Албуин от Бресаноне, Годехард от Хилдесхайм и Дитрих II от Минден в манастир Нидералтайх на Дунав.
През 996 г. името на Готшалк е споменато в първото споменато в документ на Австрия, на народен език като Остаричи, едно дарение на земи от император Ото III на епископ Готшалк от Фрайзинг.
Готшалк е поддръжник на изкуството. Той поръчва 200 нарисувани цветни стъклени прозорци при абат Берингер (1004 – 1013) от манастир Тегернзе. Той изпраща един монах с името Удалрик от Фрайзинг да излее първата голяма камбана за Мюнстер.
Той има близък контакт с баварския херцог Хайнрих, по-късният император. Епископ Готшалк участва в първия поход в Италия на Ото III и на неговото коронуване за император в Рим.
На 22 и 28 май 996 г. Ото III, по съвет и съгласието на папа Григорий V, дава на епископа на Фрайзинг и на архиепископа на Залцбург маркт-привилегии.
Готшалк умира на 6 май 1005 г. Хайнрих II веднага поставя своя канцлер Егилберт фон Моозбург като негов последник.